# Rivolta Orlov
La rivolta Orlov (1770) fu precorritrice della guerra d'indipendenza greca (1821), che vide i greci sollevarsi nel Peloponneso sotto l'incitamento del conte Orlov, comandante della flotta navale russa nella guerra russo-turca. In Grecia essa è nota come eventi Orlov (in greco Ορλωφικά?).

## Storia
Volendo indebolire l'Impero ottomano e stabilire uno stato greco filo-russo nei Balcani, dopo un primo contatto in Russia attraverso un greco ivi residente di nome Papazolis, emissari russi vennero inviati nella Maina a metà degli anni '60 del XVIII secolo, per stringere un patto con i dirigenti locali che rappresentavano il grosso della forza militare in Grecia in quel momento. Nel 1769, durante la Guerra russo-turca, una flotta di navi da guerra comandate dal conte Aleksej Grigor'evič Orlov salpò dal Mar Baltico per il Mediterraneo. La flotta raggiunse Mani nel febbraio 1770 per chiedere ai manioti di innalzare le loro bandiere di guerra. 50 soldati russi rimasero in appoggio ai greci per combattere nella guerra di terra, mentre la flotta salpò per il Mar Egeo.
Si decise di dividere l'armata in due gruppi: la “Legione Occidentale” e la “Legione Orientale”; La prima, sotto il comando di Ioannes Mavromichalis (soprannominato O Skilòs, il cane), Dolgorougoph, e Komoundouros, constava di 200 manioti e dodici russi; la seconda, sotto il comando di Barkof, Grigorakis, e Psaros, consisteva di 500 manioti e sei russi.
La Flotta Russa mise sotto assedio Corone con l'assistenza da terra della Legione Occidentale. L'assedio si rivelò difficile, e subito Orlov entrò in disaccordo con Mavromikalis, il quale accusava il primo di insufficiente determinazione, rilevando che senza una rapida occupazione di Corone non si sarebbe dovuta sollevare invano la popolazione greca. Orlov replicò definendo i Manioti "rabbiosi" e "rudi montanari". Secondo la tradizione, Mavromichalis avrebbe replicato, in linea con il carattere maniota: "L'ultimo di questi montanari rabbiosi difende la sua libertà con la propria spada e la protegge più di voi, servo di una prostituta!"
La Legione Orientale debellò un contingente di ben 3500 Ottomani. La Sublime Porta reagì inviando nel Peloponneso un'armata di 8000 soldati i quali, prima di invadere il Peloponneso, saccheggiarono l'Attica. A Rizomylo in Messenia, furono però fermati da Mavromichalis e 400 armati. I Manioti li trattennero a lungo, ma le forze ottomane infine prevalsero in forza della loro superiorità numerica. Catturarono infine lo stesso Mavromichalis, e lo torturarono a morte. Quindi invasero la Maina, e iniziarono a saccheggiarne le campagne. Durante la notte, però, un'armata di 5000 Manioti, comprese diverse donne, attaccò il campo nemico accampato nei pressi di Almiro. Gli Ottomani persero 1700 unità, mentre gli aggressori subirono soltanto 39 perdite.
L'esercito greco ebbe quindi un buon successo iniziale, liberando rapidamente ampie porzioni della Morea. La rivolta però non riuscì a diffondersi in modo efficace nel resto della Grecia, con la notevole eccezione di Creta sotto la guida di Ioannis Vlahos (noto come Daskalogiannis).
Con l'assistenza degli isolani greci, la flotta russa fu in grado di segnare una vittoria importante contro la marina turca nella Battaglia di Cesme, ma questo non aiutò l'esercito greco in Morea. Poiché i russi non riuscirono a portare le forze che avevano promesso, la rivolta fu presto repressa.
Dal punto di vista russo, la missione del conte Orlov fu un successo, danneggiando la flotta turca, dirigendo le truppe turche a sud e contribuendo alla vittoria che portò alla firma del Trattato di Küçük Kaynarca.
Dal punto di vista greco fu invece un fallimento che costò un enorme numero di vite umane (sia in battaglia che nelle rappresaglie turche che seguirono). I Greci vennero del tutto dimenticati nel Trattato di Küçük Kaynarca e pertanto divennero sempre più diffidenti nei confronti dei russi. Mentre i rapporti greco-russi rimasero forti (in parte a causa dell'influenza dei greci di primo piano in Russia), molti tra le nuove generazioni di capi greci (come Petrobey e Kolokotronis) guardavano ad Occidente per nuove alleanze.